# Reguła Hamiltona
Reguła Hamiltona – reguła autorstwa Williama D. Hamiltona związana z koncepcją altruizmu krewniaczego.
"Geny altruizmu" będą się rozpowszechniać, gdy spełniona będzie nierówność:
koszt altruisty < zysk beneficjenta x r
- r – prawdopodobieństwo posiadania tego samego genu przez dwa osobniki, które mogły go odziedziczyć po przodkach
- g – odległość pokoleniowa
- n – liczba najbliższych wspólnych przodków
- {\displaystyle r=(1/2)^{g}*n}